# Stolnica v Lecceju
Stolnica v Lecceju (ital. Duomo di Lecce; Cattedrale dell'Assunzione della Virgine) je stolnica mesta Lecce v Apuliji v Italiji, posvečena Marijinemu vnebovzetju. Je sedež nadškofa Lecceja.

## Zgodovina
Stolnica je bila prvič zgrajena leta 1144, popravili pa so jo leta 1230. Leta 1659 jo je obnovil arhitekt Giuseppe Zimbalo po naročilu škofa Luigija Pappacode, čigar posmrtni ostanki se hranijo pod oltarjem, posvečenem svetemu Oronciju iz Lecceja, zavetniku  mesta.

## Opis

### Zunanjost
Stolnica je v središču mesta Lecce in na jugovzhodnem vogalu trga Piazza del Duomo. Dostopna je s trga skozi dva vhoda, enega na severni strani stavbe in drugega na zahodni strani. Stolnica si trg deli z drugimi stavbami, vključno z zvonikom, škofovsko rezidenco in semeniščem.
Glavni vhod je na severni fasadi, ki velja za mojstrovino baročne umetnosti. V središču je portal, dostopen po kaskadnem stopnišču. Ob portalu sta dva masivna stebra na kvadratnih bazah, zunaj katerih sta niši s kipi sv. Giusta (na desni) in svetega Fortunata (na levi). Entablaturo, ki sedi neposredno nad portalom, krona visoka balustrada, ki se izmenjuje s stebri in pilastri, nad katero je v središču in v veličastnem in bogato okrašenem oboku postavljen kip svetega Oroncija. Zahodni vhod, ki je neposredno nasproti nadškofove rezidence, je z žlebljenimi pilastri razdeljeni na tri navpične dele, ki ustrezajo trem ladjam v notranjosti. Kipi Petra in Pavla obkrožajo vhod. Del desne strani pročelja pokriva sosednja škofijska stavba.

### Notranjost
Stolnica ima tloris latinskega križa s tremi ladjami, razdeljenimi s pilastri in stebri, glavni oltar pa je postavljen na vzhodnem koncu cerkve. Osrednjo ladjo in transepte prekriva lesen kasetiran strop, ustvarjen leta 1685, skupaj s slikami Giuseppeja da Brindisija, ki prikazujejo: Pridiganje svetega Oroncija, Varstvo pred kugo, mučeništvo svetega Oroncija in Zadnjo večerjo.
Stolnica ima dvanajst stranskih kapec, vsaka s svojim oltarjem. Stranske kapele so posvečene (začenši na levi strani ladje):
- Janez Krstnik (1682)
- Jezusovo rojstvo, ki vsebuje jaslice iz 16. stoletja
- Mučeništvo svetega Giusta (1674)
- Sveti Anton Padovanski (tudi od 1674)
- Brezmadežno spočetje (1689)
- Sveti Filip Romolo Neri (1690)
- Jezusovo križanje in Najsvetejši zakrament (1780)
- Sveti Oroncij iz Lecceja (1671)
- Žalostna Gospa
- Sveti Giusto (1656)
- Sveti Karel Boromejski
- Sveti Andrej apostol (1687)

Slikovno so bogati s podobami nadarjenih umetnikov, med drugim Giuseppeja da Brindisija, Oronza Tisa, Gianseria Strafella, G. Domenica Catalana in G. A. Coppola.
Glavni oltar je izdelan iz marmorja in pozlačenega brona, zgradil pa ga je škof Sersale. Posvetil ga je leta 1757 škof Sozi Carafa, ki je naročil tudi veliko osrednjo sliko, Marijino vnebovzetje Oronza Tisa (1757) ter dve stranski podobi Žrtvovanje preroka Elije in Noetovo žrtvovanje po potopu. (1758). Korne klopi in škofovski stol iz orehovine je oblikoval Emanuele Manieri, naročil pa jih je škof Fabrizio Pignatelli leta 1797.
Kripta iz 12. stoletja je bila v 16. stoletju baročno preoblikovana. Ima vzdolžni prostor, ki vsebuje dve baročni kapeli s poslikavami, ki jih prečka dolg hodnik, sestavljen iz dvaindevetdesetih stebrov s kapiteli, okrašeni s človeškimi figurami.

### Zvonik
Zvonik je v letih 1661-1662 zgradil arhitekt Giuseppe Zimbalo na zahtevo škofa Luigija Pappacode. Zgrajen je bil, da bi nadomestil prejšnji normanski zvonik, ki ga je postavil Goffredo d'Altavilla, ki je v začetku 17. stoletja razpadel. Ima kvadratni tloris in se zdi, da je sestavljen iz petih stožčastih stopenj, od katerih je zadnja obdana z osmerokotno kupolo iz majolike, na kateri je železen kip sv. Oroncija. Zgornja štiri nadstropja imajo na vsaki strani eno okno, vsako pa ima ograjo, ki sega v celoti po obodu. Na ploščah, ki so nad okni z lopaticami, so vgravirani latinski napisi, vzeti iz spisov Giovannija Lecceja Camilla Palme. Na višini 72 metrov  zvonik ponuja pogled na Jadransko morje, ob jasnih dneh pa so vidne celo gore Albanije. Zaradi delno potopljenega temelja se rahlo nagiba.